# Kent Business School
Kent Business School, ook wel bekend als KBS, is de business-school van de University of Kent. Sinds de opening in het jaar 1988 biedt het niet-gegradueerde, postdoctorale en PhD-opleidingen, evenals niet-gediplomeerd 'parttime' executive onderwijs voor individuen en bedrijven. KBS staat consequent in de top 20 van business-schools in het Verenigd Koninkrijk.
KBS is gevestigd op twee locaties: op de hoofdcampus van de University of Kent in Canterbury en op de Medway- campus. In maart 2017 verhuisde de Kent Business School (KBS) op de campus in Canterbury naar een nieuwe locatie, 'The Sibson Building', vernoemd naar de derde vice-kanselier van de Universiteit van Kent, professor Robin Sibson.

## Rankings & reputatie
Prestaties van de ranglijst
- 35e in het Verenigd Koninkrijk voor bedrijfs- en managementstudies (The Complete University Guide 2020)[1]
- 26e in het Verenigd Koninkrijk voor boekhouding en financiën (Complete University Guide 2020)
- 9e in het Verenigd Koninkrijk voor marketing (The Complete University Guide 2020)

Werkvooruitzichten
- 6e in het Verenigd Koninkrijk voor de werkgelegenheidsvooruitzichten van afgestudeerden in Business & Management (Guardian University Guide 2019)[2]
- 89% van de Kent Business & Management-studenten was aan het werk of studeerde binnen 6 maanden na afstuderen in 2018
- 7e in het Verenigd Koninkrijk voor de werkgelegenheidsvooruitzichten van Accounting & Finance voor afgestudeerden
- 91% van de Kent Finance & Accounting-studenten werkte of studeerde binnen 6 maanden na afstuderen in 2018

## Opleidingen
De business-school van de University of Kent heeft momenteel (2020) zes programma's, waaronder cursussen in Accounting en Finance, Business and Management, international business en Marketing op Bachelor-niveau. Op niet-gegradueerd niveau is de concurrentie om plaatsen bij KBS relatief concurrerend met de gemiddelde KBS-student die ABB-AAB op A-niveau behaalt om een plaats te bemachtigen.
Op postdoctoraal niveau biedt Kent een MBA-, 9 MSc- en 7 PhD-programma's - waaronder Masters in Finance, en in Logistics en Supply Chain Management. 

## Organisatorische relaties
De Business School heeft diverse banden met bedrijven en organisaties en met andere academische instellingen. 
- Oostenrijk: Universität Innsbruck, Innsbruck
- Duitsland: EBS Universität für Wirtschaft und Recht, Wiesbaden
- Duitsland: Freie Universität Berlin, Berlijn
- Frankrijk: ESSEC Business School, Parijs
- Frankrijk: Neoma Business School, Rouen en Rheims
- Frankrijk: ESC Rennes School of Business, Rennes
- Frankrijk: Jean Moulin University Lyon 3, Lyon
- Italië: Università Carlo Cattaneo, Castellanza
- Italië: Università degli Studi di Firenze, Florence
- Spanje: IE Business School, Madrid
- Zweden: Stockholm University, Stockholm
- China: Renmin University of China, Beijing
- Hong Kong: Hong Kong Baptist University
- Hong Kong: University of Hong Kong